# Сен-Мишель-сюр-Орж

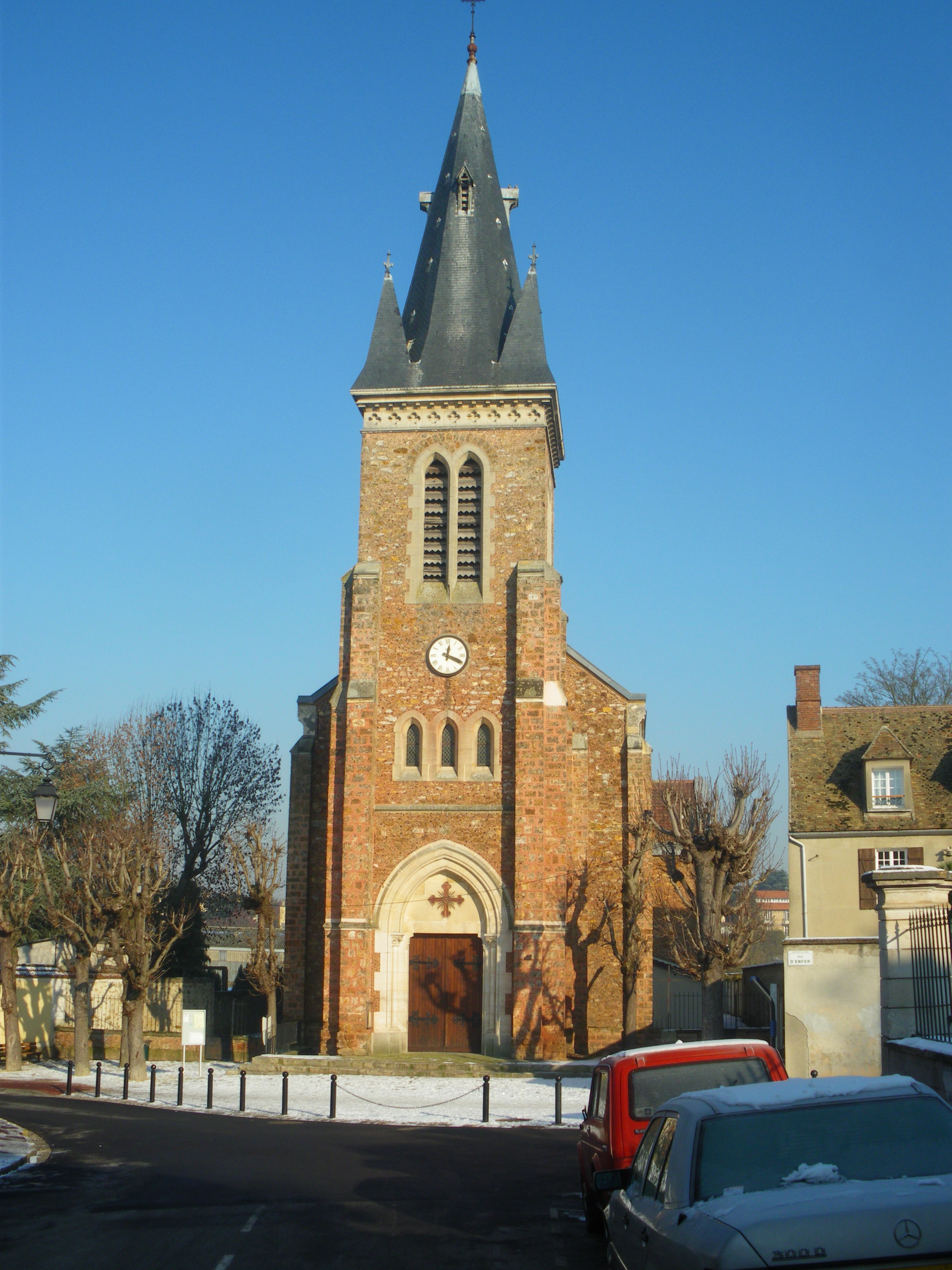
Церковь св. Михаила

Сен-Мишель-сюр-Орж (фр. Saint-Michel-sur-Orge) — город и комумуна во Франции в департаменте Эсон региона Иль-де-Франс.
Расположен на расстоянии 24.7 км на юг от центра столицы Франции — Парижа, в 10 км на запад от Эври. Связан с Парижем системой скоростного общественного транспорта — RER-линия С, обслуживающего столицу и пригороды.

## История
Город был основан в 1793 году под именем Сен-Мишель, приставка с указанием на реку Орж была добавлена в законе 1801 года.

## Города-побратимы
- Бер, Мали
- Веспрем, Венгрия
- Жамберк, Чехия